# フォトパレット
フォトパレット(PhotoPalette)は、IDO/DDIセルラー(現在のau)が発売した携帯電話に接続する、モバイルメール端末である。製造は松下通信工業。

## 概要
本機は単体での通信が出来ない。CdmaOne端末を接続し、通信設定により回線交換またはパケット通信(PacketOne)のいずれかでインターネットへ接続する。
前後に180度回転するC-MOSカメラを搭載しており、撮影した画像を添付したEメールを送ることが出来る。
保存出来る画像形式は「jpg」。
インターネットブラウザを搭載する。当時auのEzwebはHDMLで記述したWEBサイトしか閲覧出来ない仕様だったが、本機のブラウザはPC向けサイトの閲覧が出来る。
DION(現在の「au one net」)オンラインサインアップ機能を搭載し、DIONへの入会手続きを本機だけで行う事が出来るが、DION以外のインターネットプロバイダの設定も可能である。
(PacketOneを使用する場合は、PacketOne対応プロバイダとの契約が必要。)
本機と接続するCdmaOne端末との間でアドレス帳データのやり取りが可能なメモリダイヤル機能や、ゲーム機能が搭載されていた。
類似した製品として、NTTドコモから1997年に発売されたモバイルメール端末「ポケットボード」や、本機と同時発売された「WebPalette」(東芝製)等がある。